# 松山火力发电厂
汕头经济特区松山火力发电厂有限公司，简称松山火力发电厂，位于广东省汕头市濠江区松山村附近，濠江上游东岸，是由香港广丰实业有限公司投资兴办的港商独资企业，投资总额3400万美元，装机容量2×2.5MW。发电厂于1992年初动工建设，1994年元月份投产发电。
2009年6月29日中电投汕头松山热电有限公司成立，由中国电力投资集团公司和汕特松山火力发电厂有限公司分别按65%和35%比例投资。项目估算投资31亿多元，计划于2011年投产。主要向三联工业区周边企业供电供热。